# توماس مرگایی
توماس مرگایی یا توما بر یعقوب(به سریانی: ܬܐܘܡܐ ܒܪ ܝܥܩܘܒ) اسقفی آشوری بود که در سدهٔ نهم میلادی می‌زیست؛ او نویسندهٔ کتابی پراهمیت مربوط به تاریخ رهبانیت به زبان آشوری است.
او زادهٔ آغاوناوانک در شمال خاوری موصل بود. وی در جوانی کشیش آیین مسیحیت نسطوری شد. کتاب او دربرگیرندهٔ زندگی مردان مقدس مسیحی میان‌رودان و شرق دجله است. همچنین کتاب او نقبی به تاریخ مسیحیت در سرزمین‌های زیر کنترل ایران را هم دارد.